# کنسرت نوبوناگا (فیلم)
کنسرت نوبوناگا (انگلیسی: Nobunaga Concerto) که در ایران با نام دنیای نوبوناگا شناخته می‌شود، یک فیلم به کارگردانی هیروآکی ماتسویاما است که در سال ۲۰۱۶ اکران شد. از بازیگران آن می‌توان به شون اوگوری اشاره کرد.

## داستان
سابورو (شون اوگوری) یک دانش آموز دبیرستانی است که در ورزش ماهر است، اما در درس‌های دیگرش خیلی خوب نیست. یک روز، سابورو در زمان سفر می‌کند و به دوره سنگوکو و سال ۱۵۴۹ می‌رسد. در آنجا، سابورو با اودا نوبوناگا ملاقات می‌کند که درست از نظر شباهت مانند سابورو به نظر می‌رسد. اودا نوبوناگا پسر جنگ سالار و فئودال ولایت اُورای است. اودا نوبوناگا از لحاظ نیروی بدنی ضعیف است و از سابورو می‌خواهد که جای او را بگیرد. سپس، سابورو به‌عنوان اودا نوبوناگا برای متحد کردن کشور ژاپن تلاش می‌کند.